# Hisaaki
Hisaaki (jap. 久明親王 Hisaaki shinnō; ur. 19 października 1276, zm. 16 listopada 1328) – japoński książę, czternasty siogun w historii i ósmy siogunatu Kamakura.

## Życiorys
Syn cesarza Go-Fukakusa, został siogunem w wieku 5 lat po abdykacji księcia Koreyasu.
Siogunat był w rzeczywistości kontrolowany przez potężny ród Hōjō, którego przedstawiciele (m.in. Tokimune Hōjō, czy Sadatoki Hōjō) pełnili funkcje regentów.
Hisaaki w wieku 37 lat abdykował na rzecz swego syna, księcia Morikuni.

## ErybakufuHisaaki
- Shōō (1288–1293)
- Einin (1293–1299)
- Shōan (1299–1302)
- Kengen (1302–1303)
- Kagen (1303–1306)
- Tokuji (1306–1308)
- Enkyō